# Bernhard C. Lippold

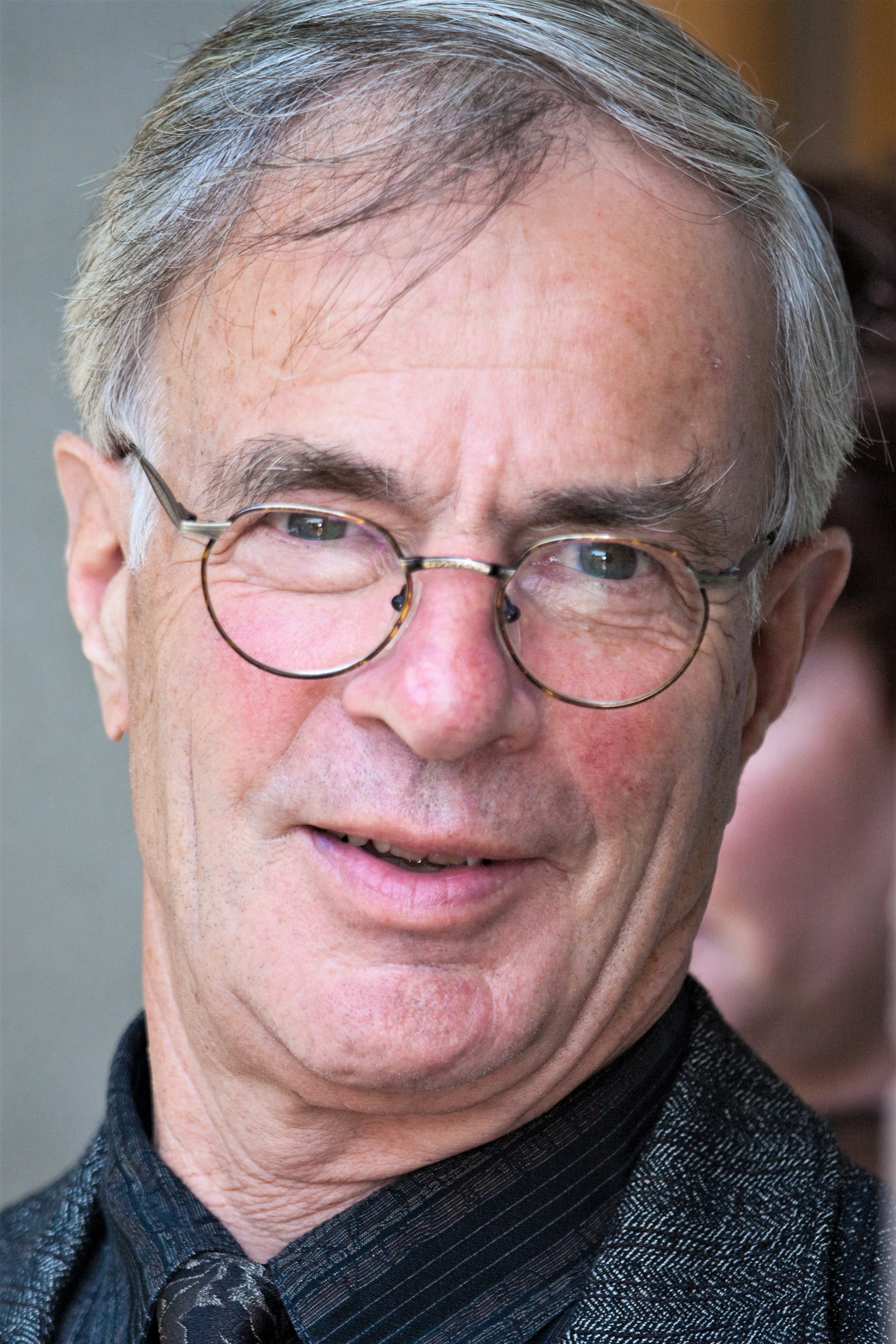
Bernhard C. Lippold (2009)

Bernhard C. Lippold (* 25. Dezember 1939 in Altenburg/Thüringen) ist ein deutscher Hochschullehrer und Apotheker. Er ist emeritierter Professor für Pharmazeutische Technologie und ehemaliger Direktor des Instituts für Pharmazeutische Technologie der Heinrich-Heine-Universität Düsseldorf.

## Leben
Bernhard C. Lippold studierte nach dem zweijährigen Apothekerpraktikum (1958–1960) in München von 1960 bis 1964 Pharmazie an der Ludwig-Maximilians-Universität (LMU) München und erhielt nach der Kandidatenzeit 1965 seine Approbation als Apotheker. Nach Erstellung einer Dissertation am Institut für Pharmazie und Lebensmittelchemie der LMU München mit dem Titel „Bindungs- und Stabilisierungsvermögen homologer Polyäthylenglykol-Fettalkoholäther für Nicotinsäureester; polarographisches Verhalten der Reaktionspartner“ (Leitung: Elsa Ullmann) promovierte er 1969 zum Dr. rer. nat. Von 1969 bis 1970 ging er als Postdoc zu Edward R. Garrett an das College of Pharmacy der University of Florida (Gainesville), wo er sich mit biopharmazeutischen und pharmakokinetischen Fragestellungen beschäftigte. 1975 habilitierte Bernhard C. Lippold an der LMU München für Pharmazeutische Technologie, Schwerpunkt Biopharmazie, mit der Schrift „Physikalisch-chemische Untersuchungen an Arzneistoffen und Arzneiformen im Hinblick auf ihr biopharmazeutisches Verhalten“; die Ernennung zum Privatdozenten folgte 1976. 1977 wurde Bernhard C. Lippold zum Direktor des neugegründeten Instituts für Pharmazeutische Technologie der Heinrich-Heine-Universität Düsseldorf und zum Lehrstuhlinhaber berufen, den er bis zu seiner Emeritierung 2005 innehatte. 

## Wissenschaftliche Arbeit
Schwerpunkte der wissenschaftlichen Arbeit von Bernhard C. Lippold sind die 
- Wirkstoffpenetration durch Haut und Nägel sowie deren Steuerung,
- perorale Retardarzneiformen, insbesondere funktionelle Überzüge und Hydrokolloide,
- Optimierung der Lösungseigenschaften schwerlöslicher Arzneistoffe.

Die Ergebnisse seiner wissenschaftlichen Arbeit finden sich wieder in 138 Publikationen und mehreren Buchveröffentlichungen. 41 Doktoranden und zwei Habilitandinnen führte Bernhard C. Lippold erfolgreich zur Promotion bzw. Habilitation. Im Jahre 2000 meldete er auf Formulierungen von Wirkstoffen in Form einer festen Dispersion ein Patent an.

## Berufspolitische Aktivitäten und Gremienarbeit
Neben seiner Tätigkeit in den Selbstverwaltungsgremien der Heinrich-Heine-Universität war Lippold aktives Mitglied der
Transparenzkommission beim Bundesgesundheitsamt, der Arzneibuchkommission beim Bundesinstitut für Arzneimittel und Medizinprodukte, der Ausbildungskommission Pharmazie beim Bundesgesundheitsministerium, des Instituts für medizinische und pharmazeutische Prüfungsfragen (IMPP), der Arbeitsgemeinschaft für Pharmazeutische Verfahrenstechnik (APV), der Deutschen Pharmazeutischen Gesellschaft (DPhG) sowie wissenschaftlicher Beirat beim Zentrallaboratorium Deutscher Apotheker (ZL).
Beginnend in 2002 engagierte sich Bernhard C. Lippold beim Wiederaufbau der Fakultät Pharmazie der Universität Kabul (Afghanistan) durch Hilfe bei der beruflichen Weiterqualifikation pharmazeutisch tätiger afghanischer Wissenschaftler, u. a. als Koordinator der „Pharmacy Summer School“ in Düsseldorf und zusätzlich auch als Dozent mehrfach aktiv vor Ort in Kabul.
Von 2004 bis 2020 war Lippold wissenschaftlicher Beirat der Galenus-Privatstiftung in Wien. Die Stiftung hat es sich zur Aufgabe gemacht, herausragende Nachwuchswissenschaftler (Postgraduate) der Pharmazeutischen Technologie, Biopharmazie u. a. durch finanziellen Support und durch den alle zwei Jahre verliehenen und mit 5000 € ausgestatteten Galenus-Technologie-Preis zu fördern.
Losgelöst von den umfangreichen beruflichen Verpflichtungen führt er nun als Emeritus zusammen mit seiner Frau eine kleine Vinothek und Kelim-Galerie in seiner neuen Wahlheimat Berchtesgaden.

## Werke (Autor, Herausgeber, Mit-)
- zus. mit G. Steinke: Biopharmazeutische Aspekte der Augenarzneizubereitungen. In: R. Dolder, F.S. Skinner (Hrsg.): Ophthalmika. Wissenschaftliche Verlagsgesellschaft, Stuttgart 1990, ISBN 3-8047-1060-3, S. 354–368.
- Slow and extended release products: mechanisms of release and possibilities of control. In: H. Blume, U. Gundert-Remy, H. Möller (Hrsg.): Controlled / Modified Release Products. Wissenschaftliche Verlagsgesellschaft, Stuttgart 1991, ISBN 3-8047-1171-5, S. 15–33.
- Präparate mit modifizierter Wirkstofffreigabe: Retardarzneiformen. In: E. Nürnberg, P. Surmann (Hrsg.): Hagers Handbuch der pharmazeutischen Praxis, Band 2: Methoden. Springer-Verlag, Berlin 1991, ISBN 3-540-52459-2, S. 832–840.
- Therapeutische Nagellacke und Nagelpflaster. In R.H. Müller, G.E. Hildebrand (Hrsg.): Pharmazeutische Technologie: Moderne Arzneiformen. Wissenschaftliche Verlagsgesellschaft, Stuttgart 1997, ISBN 3-8047-1504-4, S. 105–108.
- Biopharmazie – Eine Einführung zu den wichtigsten Arzneiformen (2. Aufl.) Wissenschaftliche Verlagsgesellschaft, Stuttgart 1984, ISBN 3-8047-0770-X.
- zus. mit C. Müller-Goymann, R. Schubert: Bauer/Frömming/Führer – Pharmazeutische Technologie-mit Einführung in die Biopharmazie (10. Aufl.) Wissenschaftliche Verlagsgesellschaft, Stuttgart 2017, ISBN 978-3-8047-3268-1.

Autor und Co-Autor von mehr als 130 Publikationen.

## Auszeichnungen
- 2004 Ehrenmitglied der Afghanistan Nationwide Pharmacists Association (ANPA)
- 2014 Ehrennadel „Goldener Skarabäus“ der Galenus-Privatstiftung Wien[6]